# Place Pierre-Mac-Orlan
La place Pierre-Mac-Orlan est une voie située dans le quartier de la Chapelle du 18e arrondissement de Paris. 

## Situation et accès
Elle est constituée de la jonction des rues Tristan-Tzara, Jean-Cottin, Raymond-Queneau et du square Raymond-Queneau.
La place est desservie par la ligne 12 à la station de métro Porte de la Chapelle.

## Origine du nom

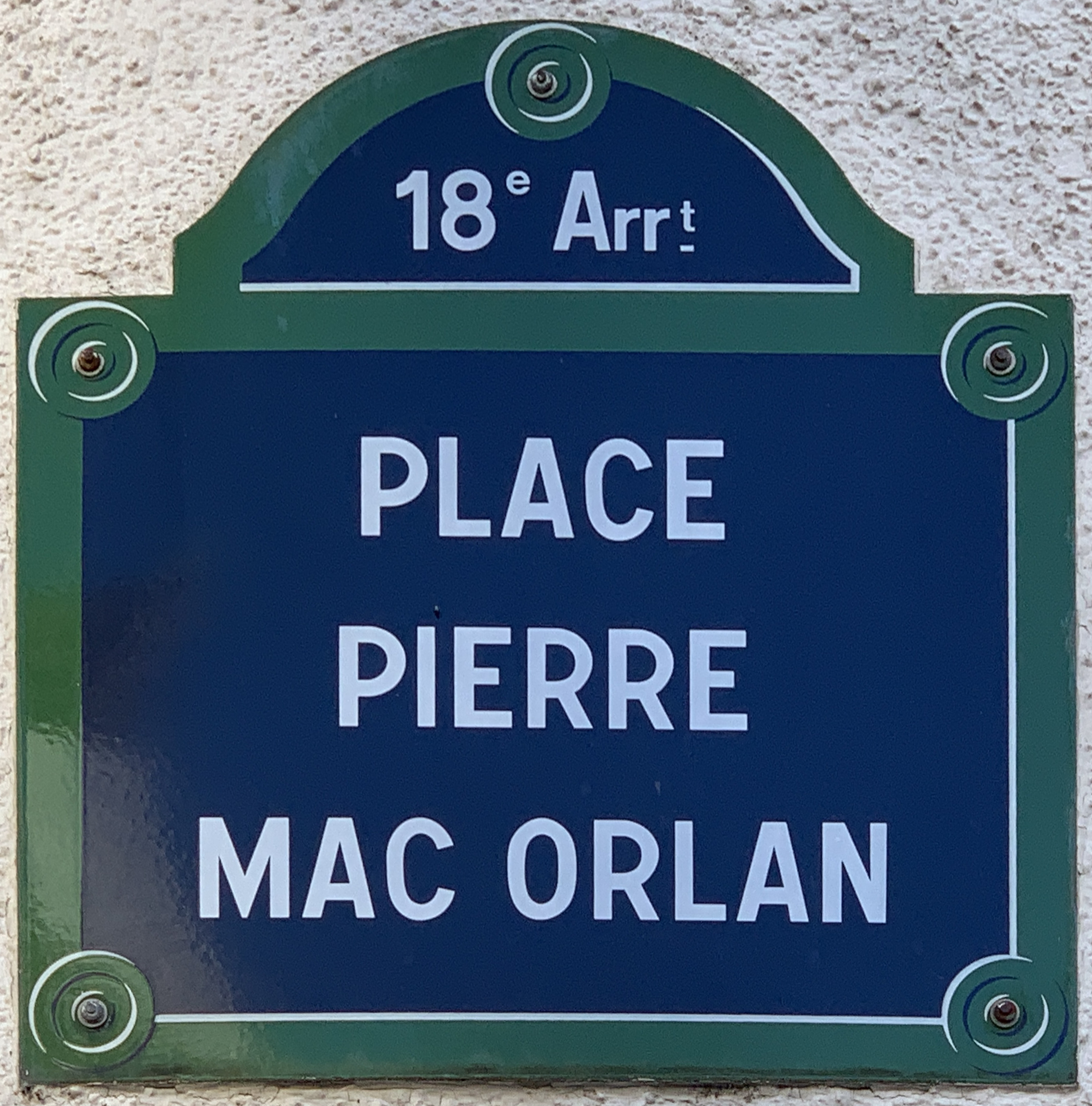
Plaque de la place.

Elle rend hommage à l'écrivain français Pierre Dumarchey dit Pierre Mac Orlan (1882-1970).

## Historique
La place est créée sur l'emplacement d'anciens gazomètres dans le cadre de l'aménagement de la ZAC Évangile, sous le nom provisoire de « voie AK/18 » et prend sa dénomination actuelle le 28 décembre 1987.
Depuis décembre 2015, un collectif d'habitants s'y est fédéré sous le nom de « La Bonne Tambouille », visant à revitaliser le quartier et à sensibiliser les habitants à une autre alimentation.

## Bâtiments remarquables et lieux de mémoire
La place, au coin de la rue de la Croix-Moreau, accueille la chapelle des Quatre-Évangélistes, construite en 1988 et propriété de la communauté du Chemin-Neuf mais affectée à la paroisse orthodoxe bulgare Saint-Euthyme-de-Tarnovo,,.
Le site présente un alignement de cerisiers, en fleurs courant avril, auxquels les riverains rendent hommage par un repas de quartier de type hanami. La floraison est un événement brusque, ponctuel : le front de floraison des cerisiers (桜前線, sakura zensen) décrit, au Japon, l'avance de cette floraison du sud au nord du pays.

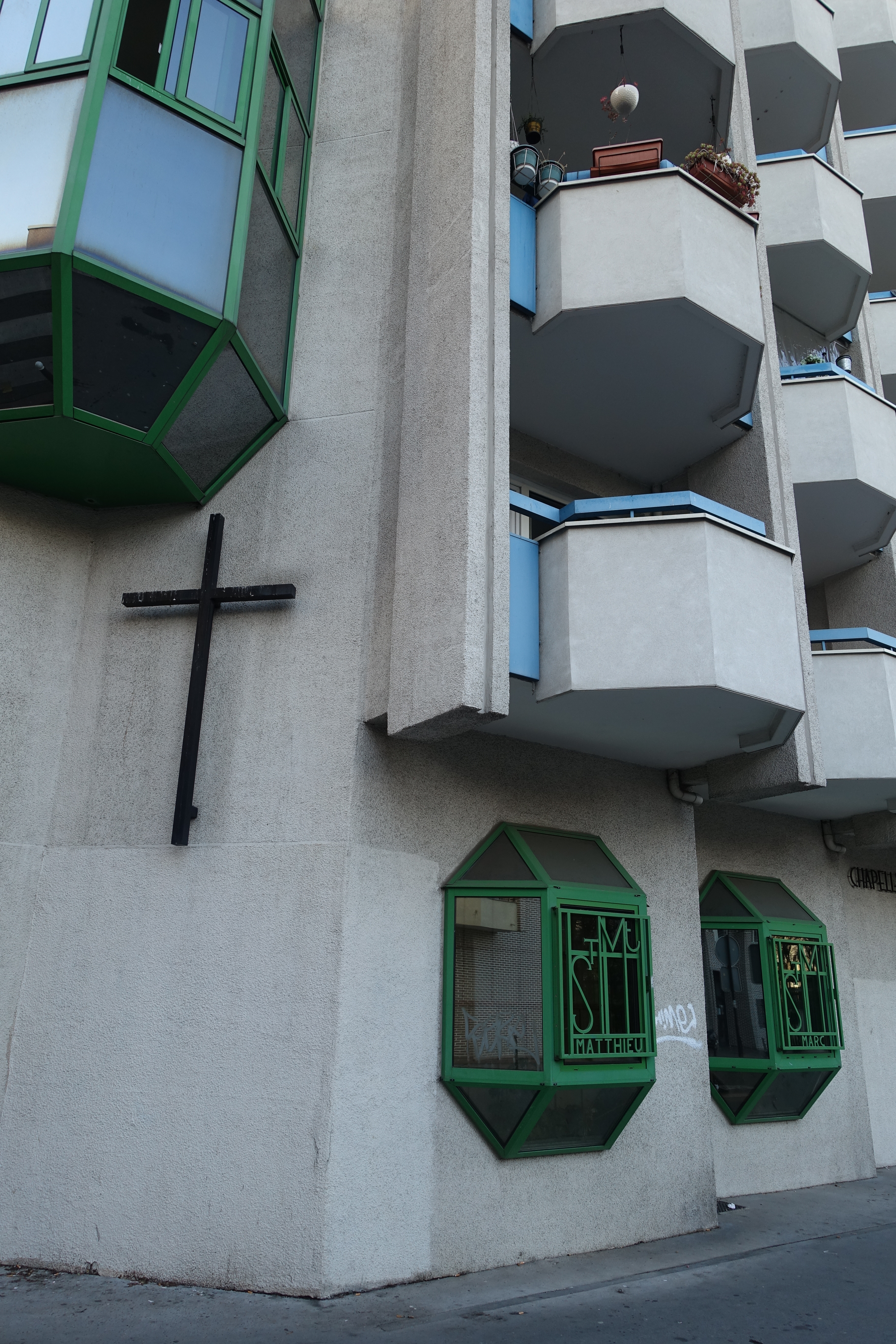
Paroisse orthodoxe bulgare Saint-Euthyme-de-Tarnovo.